# Pelikanen
Pelikanen är en pjäs av August Strindberg från 1907. Titeln anspelar på den i Strindbergs samtid förekommande föreställningen om att pelikanen lät sina ungar dia blod. Strindberg vänder på begreppet och gör Modern till en utsugare som försummar sina barn. Pjäsen är skriven utifrån barnens perspektiv.
Dramat är det fjärde av hans så kallade kammarspel. De andra kammarspelen är Oväder, Brända tomten, Spöksonaten och Svarta handsken. Pelikanen är naturalistisk, expressionistisk och absurd. Den är ganska sällan spelad i Sverige, men är en av hans mest spelade pjäser internationellt.